# 아웃팅
아웃팅(outing)은 성소수자의 성적 지향이나 성별 정체성에 대해 본인의 동의 없이 밝히는 행위를 말한다. 주로, 게이, 레즈비언, 양성애자이라는 사실이 밝혀질 때 쓰는말이다. 아웃팅은 프라이버시, 선택, 겉으로는 이성애자로 보이는 동성애자(벽장) 등의 문제를 제기하며, 호모포비아와 이성애주의에 맞서싸우기 위한 노력에서 무엇이 공공선을 구성하는가에 대한 논쟁을 촉발시킨다. 공개적인 아웃팅은 사회의 지도적인 인물을 타겟으로 하는데, 잘 알려진 정치인, 성공한 운동선수나 유명한 아티스트 등을 예로 들 수 있다. LGBT 권리에 대한 반대자 및 LGBT 커뮤니티 내부의 활동가들은 이런 종류의 아웃팅을 논쟁적인 정치적 캠페인이나 전술로 사용해왔다. 아웃팅을 당하는 것을 예방하기 위해, LGBT 공인은 공적으로 커밍아웃하기를 선택할 수 있다. 물론 자신의 LGBT 정체성이 공개되는 조건을 통제하려는 것은 커밍아웃의 여러 동기 중 하나에 불과하다.
아웃팅이라는 표현이 일반화됨에 따라 특정인의 정치적 성향, 소수 종교 등 여러 정보를 고의로 밝히는 행위로까지 범위가 확장되었다. 이런 예로는 강한 기독교 커뮤니티에서 무신론자임이 밝혀지는 것을 들 수 있다.

## 아웃팅의 역사
아웃팅이 현대적 의미로 처음 쓰인 사례가 무엇인지는 알기 어렵다. 단, '아웃팅'이라는 용어가 일반 대중에게 널리 알려진 것은 윌리엄 A. 헨리 3세가 쓴 <타임 Time>지의 기사 "Forcing Gays Out of the Closet"이 계기가 되었다.(Johansson&Percy, p. 4)
1990년 3월, 미켈란젤로 시뇨릴(Michelangelo Signorile)은 자신이 특집 편집자로 있던 동성애자 시사잡지 <아웃위크 Outweek>지에 미 출판계의 백만장자인 말콤 포브스(Malcolm Forbes)가 게이라고 밝혔다. 당연히 미국 사회는 경악했고, 같은 동성애자들에게도 많은 비난을 받았다. 그럼에도 불구하고 1991년에는 게이잡지 <어드보케이트 Advocate>지에 당시 국방부 수석 대변인 피트 월리암스(Pete Williams)가 동성애자라고 공개했다.
미켈란젤로 시뇨릴은 동성애와 이성애가 평등하게 다루어지지 않는 것과 유명인이 동성애자로 밝혀짐에 의해 얻는 이익들을 위해 아웃팅이 필요했다고 말했다고 한다. 특히 에이즈로 많은 게이들이 죽어가고 있음에도 불구하고 유명인사들이 입을 다물고 있는 것에 분노하고 안타까움을 느꼈기 때문에 더욱 필요한 일이었다고 말했다. 이후 아웃팅은 동성애자 인권운동 내에서 하나의 전략으로 정착하였다.

## 아웃팅의 동기
<아웃위크 Outweek>지의 편집자였던 가브리엘 로텔로(Gabriel Rotello)는 아웃팅보다는 평등화(equalizing)라는 말이 더 적절하다고 주장한다. '아웃팅'은 "사람들을 안전한 장소에서 위험한 장소로 가도록 강제하는" 것 같은 인상을 준다는 것이다. 그러나 그는 벽장은 안전한 장소가 아니며, 커뮤니티 "바깥"이라고 주장한다. 커밍아웃을 하는 게이는 "건강한 자아상과 급성장하는 커뮤니티라는 안전한 곳으로 들어오는" 것이다. “우리가 ‘아웃팅’이라고 부른 것은, 주로 동성애를 이성애와 똑같이 취급하는 저널리스틱한 활동이다...1990년에 게이 미디어에 있는 많은 동성애자들이 앞으로는 동성애와 이성애를 똑같이 다룰 것이라고 발표했다. 우리는 완벽한, 유토피아적인 미래의 도래를 기다리지 않을 것이며, 평등화를 당장 시작할 것이었다. ‘아웃팅’은 미디어에서 동성애와 이성애의 평등화였던 것이다." "저널리스트들이 공인의 동성애에 대해 거짓말하고 얼버무리는 한, 그들은 동성애가 세계에서 최악의 것이라는 인상을 만들어낸다."
그들의 목적은 단지 벽장 게이인 유력자(closets of power)를 폭로하는 것이 아니라, 게이들에게 다른 게이들 및 정치적 과제의 존재를 알리는 것, 그럼으로써 게이나 레즈비언이 “말해져서는 안될 그로테스크한 존재”가 아님을 보이는 것이었다. (Signorile, p. 78) 리처드 모르(Richard Mohr)는 “어떤 사람들은 아웃팅을 매카시즘에 빗댄다... 그리고 악의적인 아웃팅은 매카시즘과 같다. 그런 아웃팅은 게이들을 (그럼으로써 더 강해지는) 늑대들에게 던져주는 것과 같다...하지만 내가 지지해온 아웃팅은 반-게이적인 가치관을 촉발하거나, 동원하거나, 수사적으로 확인하지 않는다... 내가 변호해온 아웃팅의 요점은 복수를 가하는 것이 아니고, 처벌하기 위함도 아니며, 낙후된 상태에서 눈을 돌리고자 하는 것도 아니다. 그것의 요점은 자기비하를 피하는 것이다.”라고 말한다. 따라서 아웃팅은 “도덕적으로 사는 것과 양립가능함은 물론, 오히려 (도덕적인 삶에서) 기대되는 결과이다.”
더욱이, 아웃팅은 개인적인 세부사항을 공개적으로 떠들어대는 것이 아니다. 미켈란젤로 시뇨릴은 “이성애자임이 프라이버시의 대상이 아닐 때, 게이임이 어떻게 프라이버시일 수 있는가? 섹스는 프라이버시이다. 그러나 아웃팅을 함으로써 우리는 누군가의 섹스 라이프를 논하고자 하는 것이 아니다. 우리는 그저 그들이 게이임을 말한다.” “평균적인 사람들은 수십년간 아웃팅당해왔다. 사람들은 언제나 우편배달부, 우유 배달부, 그리고 노처녀를 아웃팅해왔다. 아웃팅의 목표는 그저 우리 사회에서 가장 가시적인 사람들 중에 얼마나 많은 게이들이 있는지를 보임으로써 어떤 사람이 우유 배달부나 노처녀를 아웃팅했을 때, 모든 사람들이 ”그래서 어쨌다고?“를 말하도록 만드는 것이다. (Signorile, p. 82)
보통은, 아무나 아웃팅의 대상이 되지는 않는다. 아무도 아웃팅하지 않는 것과, 누구라도 아웃팅한다는 것은 극단적인 입장이다. 그 사이에 네 가지 중간적인 입장이 있을 수 있다. (Johansson & Percy, p. 228)

1. 겉으로는 이성애자로 보이는 동성애자들만을 대상으로, 그들이 적극적으로 게이의 권리와 이익에 반대할 때에만
2. 호모포비아 단체의 운영을 돕는 소극적인 가담자
3. 아웃팅이 고정관념을 흔들어놓고 대중이 호모섹슈얼리티에 대한 태도를 재고하도록 만들 유명인사들
4. 죽은 사람

대부분의 경우, 자신이 벽장 게이이면서 게이들을 차별하는 종교적, 혹은 세속적 결정과 정책들을 지지하는 사람들이 아웃팅의 대상이 된다. 샌 프란시스코의 저널리스트 랜디 쉴츠(Randy Shilts)는 “이성애자 이상으로 벽장 동성애자가, 호모섹슈얼의 발전에 가장 큰 방해물이 되곤 한다”고 말한다. (Johansson & Percy, p. 226)

## 영향력과 효과
정치적 전술로서 아웃팅의 효과는 미디어가 아웃팅된 사람을 얼마나 보도하려고 하는가에 달려있다. 인터넷의 발달은 공인을 아웃팅하기를 훨씬 쉽게 만들었다. 20년전 마이클 로저스(Michael Rogers)는 에드 슈롹(Ed Schrock) 미 연방하원의원에 대한 아웃팅을 보도함으로써 법적 조치가 취해질 위험성을 감수하도록 신문이나 다른 미디어를 설득해야만 했다. 오늘날 그는 자신의 웹사이트에 그들을 올릴 수 있으며, 그러면 다른 미디어는 그가 그렇게 했다고 보도할 것이다.
시뇨릴은 미 국방부 수석 대변인 피트 월리암스(Pete Williams)를 아웃팅한 것과 "그 후폭풍이 실제로 미군의 게이 복무 금지 정책에 큰 영향을 주었다."고 말한다. 1992년 미국 대통령 선거전에서 모든 민주당 대통령 후보와 무소속 후보였던 로스 페로(Ross Perot)가 복무 금지 철폐를 약속했던 것이다.

## 아웃팅에 대한 비판
일부 게이 인권활동가는 아웃팅을 정치적 전술로 사용하는 것에 동의하지 않는다. 그들은 반-게이 보수주의자들도 존중받아야 할 개인적인 프라이버시권을 가지고 있다고 주장한다. 미국에서 가장 큰 게이 및 레즈비언 인권 옹호단체인 휴먼 라이츠 캠페인(Human Rights campaign)의 대변인 스티븐 피셔(Steven Fisher)는 “성적 지향을 무기로 사용하는 것”에 반대한다고 밝혔다. 게이 및 레즈비언 공화당원을 대표하는 로그 캐빈 리퍼블리칸스(Log Cabin Republicans)의 정치 디렉터인 크리스토퍼 배런(Chrostopher R. Barron)은 “우리는 아웃팅 캠페인에 강력하게 반대하지만, 우리는 또한 부시 대통령의 동성결혼 반대에도 강하게 반대한다”고 말했다.
로저 로젠블라트(Roger Rosenblatt)는 1993년 1월호 뉴욕 타임즈 매거진에 기고한 “Who Killed Privacy?(누가 프라이버시를 죽였나?)”에서 “동성애자들을 ‘아웃팅’하는 것은 역으로 동성애자들이 사적인 선택을 할 권리는 있지만 사적인 삶을 가질 권리는 없다는 것을 암시한다”고 주장하였다. (Signorile, p. 80)
다른 비판은 아웃팅이 그 대상에게 개인적, 그리고 직업적으로 미치는 피해에 초점을 맞춘다. 또한, 몇몇 사람들은 잘못 아웃팅되거나, 그(녀)가 성소수자임을 증명하는 적절한 증거가 없는 상태에서 아웃팅되기도 하였다.

## 한국의 경우
한국의 경우, 대중 사이에서 '아웃팅'은 (일반인에 대한) 악의적 아웃팅과 같은 의미로 사용되고 있으며, 정치적 전략으로서의 아웃팅 사례는 찾기 힘들다. 현재 한국 동성애자 인권 운동쪽에서는 '아웃팅'보다는 유명인사의 성 정체성을 오히려 먼저 보호해주는 면이 강하다. 이에 한국성적소수자문화인권센터의 성적 소수자 사전은 아예 아웃팅에 대해 1. 동성애자임을 숨겨왔던 유명인사들을 공개적으로 밝히는 일 2. 스스로의 의지와는 관계없이 자신이 동성애자임이 알려지는 일로 따로따로 정의하고 있다.
2000년대 초반부터 악의적 아웃팅으로 인한 피해는 물론, 아웃팅을 빌미로 한 협박, 금품갈취, 강간 등 2차 범죄의 문제가 제기되었다. 2003년부터 '끼리끼리' 등의 단체를 중심으로 아웃팅 방지 캠페인이 시작되었고 ‘아웃팅은 범죄’라는 슬로건이 내걸렸으며, 이후 ‘아웃팅 가중처벌’과 같은 정책적 요구로 정착되었다. 이들에 따르면, 아웃팅 자체가 개인의 프라이버시권을 침해하는 범죄일뿐 아니라, 아웃팅으로 인한 범죄를 막기 위해서는 아웃팅을 막아야 한다. 대 사회적 커밍아웃은 의미가 있지만, 지난 1996년 레즈비언 활동가 3인의 커밍 아웃 이후 개개인의 피해와 고통을 감안하지 못했고, 그들의 커밍아웃을 지지해 줄 수 있는 기반이 부족하므로 보다 안전한 상태에서 커밍아웃을 할 수 있도록 토대를 마련하는 것이 중요하다는 것이다. 끼리끼리의 간사였던 케이는 "아웃팅 방지 운동은 동성애자들이 커밍아웃할 권리를 위한 운동이라고 할 수 있다…. 아웃팅 방지 운동의 핵심은 동성애자 본인이 커밍아웃할 대상과 공간을 선택하고 이후 상황을 본인이 통제할 수 있는 권리 그 속에서 안전할 권리 등을 쟁취하고자 하는 것이다."라고 말한다. 따라서 ‘아웃팅 방지 캠페인=클로젯팅’이라는 우려는 현실과 동떨어진 논의라는 것이다.
그러나 이에 대하여 성소수자에 대한 인식변화가 없는 상태에서 아웃팅은 범죄라는 프레임만 강화될 경우 오히려 커밍아웃을 가로막게 되고, 성소수자의 인권에 반하는 결과를 낳는다는 비판도 제기되어 있다. 이들에 따르면, 레즈비언 공동체 외부에 대한 캠페인에서는 아웃팅이라는 단어보다는 호모포비아라는 키워드가 적절하고, 아웃팅의 피해와 이에 따른 처벌 사례를 수집하는 것보다 커밍아웃의 의미와 중요성을 강조하고 이를 권장토록 하는 교육방법이 더 중요하다. 언니네트워크 운영위원 페이퍼문에 따르면, 말하지 않을 권리는 희망이 없는 권리이며, "커밍아웃을 하는 이유는 일단 자신을 긍정하는 것이 가장 중요하기 때문”이다. 또한, 애당초 아웃팅에서 안전할 권리라는 것은 실현되기 힘들다. 일단 아웃팅의 범위가 애매하기에 그것을 '금지'하기 위한 제도화가 어렵다. 아웃팅을 빌미로 범죄를 저지르는 사람들과 악의 없이 타인의 동성애 성향을 말하는 사람들을 똑같이 취급하기 어렵다. 프라이버시권 침해나 명예훼손으로 고발할 수는 있겠지만, 이는 당혹, 민망, 명예의 훼손이라는 부정적 시각으로 자신의 성적 정체성을 바라보게 되는 문제가 있는데다가 재판 과정에서 더 심한 '아웃팅'이 일어날 가능성도 높다. 따라서 우선되어야 할 것은 아웃팅을 당하더라도 문제가 없는 사회를 만드는 것이다. 전해성은 "나는 (커밍아웃 이후에도) 잘 살고 있으며...안전한 커밍아웃은 한국사회에서 불가능한 일이고 커밍아웃 이후의 환경을 만들어가는 것이 운동가들의 의무"라고 말하며, "이라크 여인들의 부르카는 그들을 가리고 보호해주는 역할을 하지만 그렇다고 이를 더욱 견고하게 짜주는 것이 바람직한 일은 아니다. 적어도 운동을 하는 단체라면 부르카를 벗기고 그들에게 진정한 자유를 줄 수 있어야 한다"고 주장하였다. 한편, 끼리끼리 간사 나루는 "아웃팅 방지 캠페인은 부르카를 견고하게 짜자는 것이 아니라 남이 함부로 부르카를 벗기는 걸 막자는 말"이라며 반론을 제기하였다.
악의적 아웃팅의 사례는 2010년대에도 계속 발생하고 있다. 2011년 동성애자 커뮤니티 내에 일반인이 위장가입해 회원들의 사진을 수집, 여기에 외모 순위와 개인정보까지 적어넣어 자기 블로그와 카페에 공개하는 사건이 발생하였다. 이로 인해 동성애자 커뮤니티 사이트의 폐쇄성이 더욱 강화되었다. 2012년에는 네이트판에 스마트폰 앱으로 수집한 동성애자들의 얼굴사진을 유포하는 사건이 발생하였다.

## 더 읽을거리
- Johansson, Warren & Percy, William A. (1994) Outing: Shattering the Conspiracy of Silence. Harrington Park Press.
- Signorile, Michelango (1993). Queer In America: Sex, Media, and the Closets of Power. ISBN 0-299-19374-8.
- 성지(2005), 쟁점토론, 커밍아웃과 아웃팅 '사이', 언니네, https://web.archive.org/web/20140512223316/http://www.unninet.net/channel/ch_network_vw.asp?ca1=2&ca2=253&ct_Idx=1910
- 폴 러셀(1996), 이현숙 역,『게이 100』, 사회평론.
- 한채윤(2012),「엮어서 다시 생각하기: 동성애, 성매매, 에이즈」, 『성의 정치 성의 권리』

## 같이 보기
- 커밍아웃
- 클로짓